# Franz Wesselényi

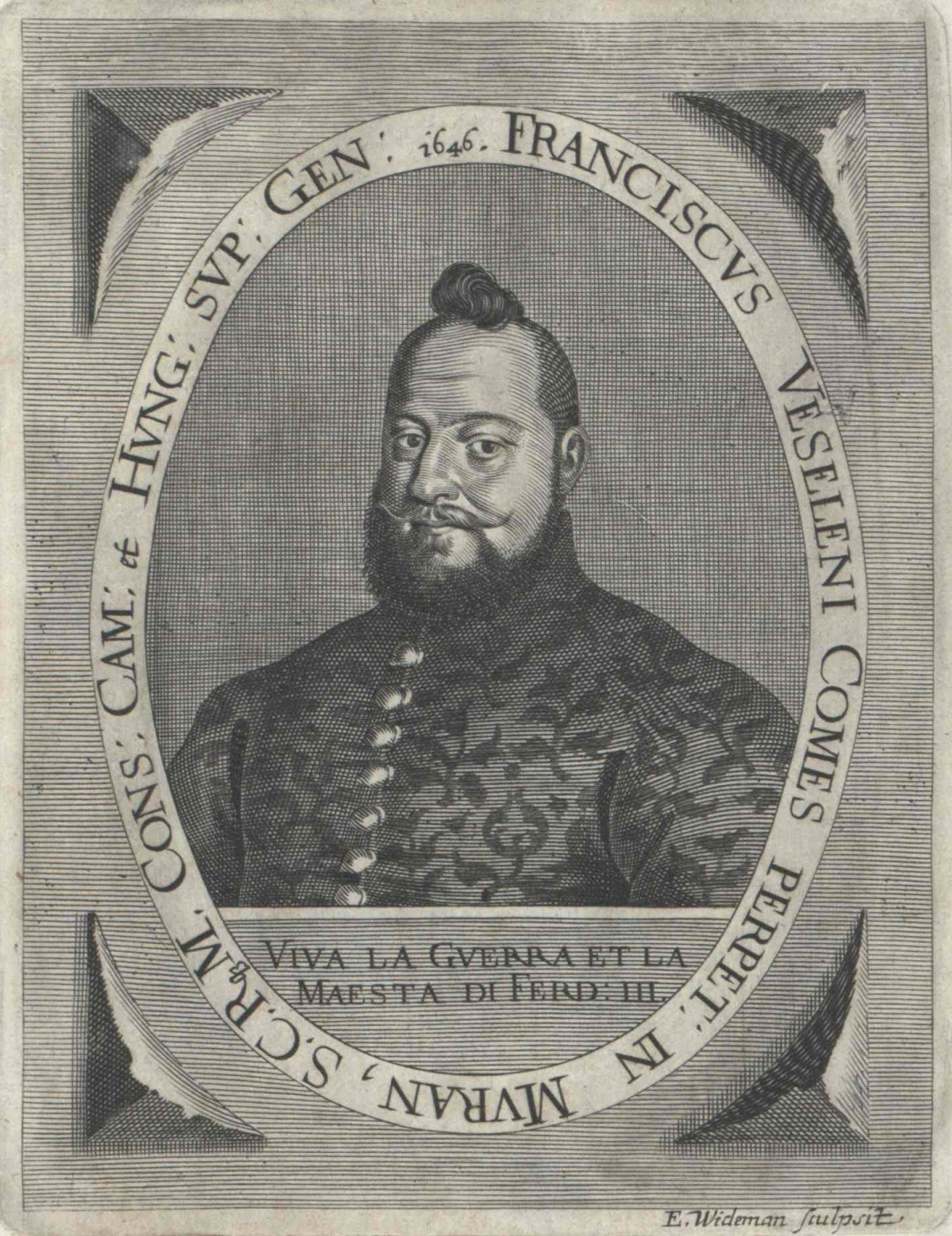
Franz Wesselényi, Stich von Elias Widemann (1646)

Ruhmesblatt auf Franz Wesselényi (HGM)

Franz II. Wesselényi von Hadad (ungarisch: Wesselényi Ferenc; * 29. Mai 1608 in Teplicska; † 28. März 1667 in Slowakisch Liptsch) war ungarischer Palatin und einer der Rädelsführer der Magnatenverschwörung.

## Leben und Wirken
Geboren als Sohn von Stephan Wesselényi (* 3. September 1583; † 1627), einem Hofrat Ferdinands II. von Innerösterreich, und der Katharina Freiin Dersffy de Szerdahely († 1607), Tochter des Oberspans von Hont, wurde er, obwohl aus protestantischem Haus, an der Jesuitenschule in Tyrnau katholisch erzogen. In jungen Jahren nahm er an mehreren Schlachten gegen die Türken teil. Franz unterstützte auch König Władysław IV. von Polen mit einer ungarischen Streitmacht gegen die Russen und Tataren, was mit der polnischen Staatsangehörigkeit und einem wertvollen Gut belohnt wurde. In weiterer Folge wurde er von Ferdinand II. in den Grafenstand erhoben und zum Kommandanten der Burg von Fülek ernannt. 1647 wurde er zum General befördert, als solcher kämpfte er im Verlauf des Dreißigjährigen Krieges gegen die Schweden und später gegen Fürst Georg I. Rákóczi von Siebenbürgen. 1644 griff er die Burg von Untermuran an. Für diese Tat erhielt er von Ferdinand II. die Burgen von Murany und Balog. Am 15. März 1655 wurde er in Pressburg zum Palatin gewählt (bis 1667).
Am 15. Juni 1662 wurde er in den (spanischen) Orden vom Goldenen Vlies aufgenommen.
Im selben Jahr übernahm er jedoch eine aktive Rolle in den politischen Debatten um protestantische Angelegenheiten zu Gunsten des protestantischen Adels. Am 19. Dezember 1666 trat er jenem Bund bei, welcher später als Wesselényi- oder Magnatenverschwörung in die Geschichte eingehen sollte. Die konspirativen Treffen fanden in den Bädern von Trencin und Zvolen statt, Wesselényi starb jedoch bevor die Verschwörung entdeckt wurde. Seine Witwe wurde in Wien interniert und seine Güter eingezogen.